# American Society of Composers, Authors and Publishers

Logo

De American Society of Composers, Authors and Publishers (ASCAP) is een non-profitorganisatie die zich richt op het beschermen van het auteursrecht op de muzikale werken van haar leden. Dit gebeurt door publieke opvoeringen van hun muziek (zowel via uitzendingen als via concerten) in de gaten te houden. ASCAP verzamelt vergunningen van gebruikers van muziek die gecomponeerd is door ASCAP-leden, en distribueert deze terug naar zijn leden als royalty's. Dit zorgt voor een overeenkomst: als een nummer wordt gespeeld hoeft de persoon die dat doet niet rechtstreeks de rechthebbende van dat nummer auteursrechten te betalen, en hoeft de rechthebbende zelf niet het radiostation te benaderen om zijn geld te krijgen.
ASCAP concurreert binnen de Verenigde Staten met twee soortgelijke organisaties: Broadcast Music Incorporated (BMI) en de Society of European Stage Authors and Composers (SESAC).

## Geschiedenis
ASCAP werd opgericht in New York op 13 februari 1914. Leden waren toen voornamelijk schrijvers en producers van New Yorks Tin Pan Alley. ASCAP’s eerste leden waren enkele van de destijds meest actieve songwriters zoals Irving Berlin, Otto Harbach, James Weldon Johnson, Jerome Kern en John Sousa. Sinds augustus 2007 telt de ASCAP 300.000 leden.
In 1919 tekenden ASCAP en de Performing Right Society van het Verenigd Koninkrijk de eerste overeenkomst voor vertegenwoordiging van elkaars leden in respectievelijk de Verenigde Staten en het Verenigd Koninkrijk. Vandaag de dag heeft de ASCAP zulke overeenkomsten met organisaties over de hele wereld.
De opkomst van de radio in de jaren 20 van de 20e eeuw betekent een nieuwe bron van inkomen voor de ASCAP. Oorspronkelijk werden muzieknummers op de radio live gespeeld. Toen het afspelen van vooraf opgenomen muziekstukken steeds populairder werd, vooral omdat artiesten voor elk liveoptreden betaald wilden worden, begon ASCAP met het verzamelen van vergunningen.
IN 1940 begonnen radiostations ASCAP te boycotten en vormden hun eigen organisatie, Broadcast Music Incorporated (BMI). Tijdens een periode van 10 maanden, die liep van 1 januari tot 29 oktober 1941, werd geen enkel muzieknummer waarvan ASCAP de rechten bezat uitgezonden op radiostations van CBS. Uiteindelijk werden de geschillen tussen ASCAP en de radiostations opgelost, en besloot ASCAP om de vergunningen minder streng te maken. In de jaren 50 en 60 spande ASCAP meerdere rechtszaken aan in de hoop om de positie die de organisatie was kwijtgeraakt tijdens de boycot terug te verdienen. Dit bleef echter zonder succes.
In 2004 ging ASCAP samenwerken met Nimbit, Inc. om "ASCAP Web Tools" te bieden aan ASCAP-leden. In 2008 werd deze samenwerking uitgebreid met de creaties van de ASCAP-editie van het Nimbit platform.

## Prijzen
ASCAP eert haar topleden met een serie van jaarlijkse prijzen, welke worden uitgereikt in zeven muziekcategorieën: popmuziek, Rhythm en Soul, Film en televisie, Latin, Country, Christian, Rock, Metal, Hiphop, en Klassieke muziek. Tevens hanteert de ASCAP de Jazz Wall of Fame ter erkenning van jazzmuzikanten.

## Kritiek
ASCAP trok in 1996 veel media-aandacht toen de organisatie dreigde rechtszaken aan te spannen tegen de Girl Scouts of the USA en Boy Scouts of America, omdat deze op hun kampen liedjes zongen waar ASCAP de auteursrechten op bezat. Deze aanklachten werden later ingetrokken.
ASCAP wordt ook vaak bekritiseerd vanwege haar niet-transparante operaties, zoals het weigeren om notulen van vergaderingen openbaar te maken.